# Carl Gustav m/45
La Kulsprutepistol m/45 (abbreviato in Kpist m/45), meglio conosciuta come Carl Gustav m/45 o Swedish K, è un mitra svedese calibro 9 mm progettato da Gunnar Johnsson, adottato nel 1945 (da cui la designazione m/45) e prodotto dalla Carl Gustafs Stads Gevärsfaktori di Eskilstuna. L'arma rimase in servizio attivo fino alla metà degli anni '90, quando fu soppiantata da armi più evolute, come Ak 4 e Ak 5 (varianti dell'Heckler & Koch G3 tedesco). L'ultimo utilizzatore ufficiale dell'arma, l'Hemvärnet (la forza di protezione interna svedese) ha definitivamente sostituito l'arma nel 2007.

## Storia
Negli anni del Secondo conflitto mondiale, la neutrale Svezia possedeva poche armi automatiche individuali: un lotto di pistole mitragliatrici m/37 di produzione nazionale, che erano una copia svedese del KP 31 Suomi finlandese, e del successivo modello 37/39. L'esercito reale svedese acquistò inoltre un lotto di mitra Thompson M1928 dagli Stati Uniti ed un altro di 1800 MP 35 dalla Germania. Apparve chiaro che tutto questo assortimento di armi andava standardizzato e venne indetto un concorso per adottare un'arma da fianco di concezione e produzione nazionale.
L'm/45 venne sviluppato nel biennio 1944-45, con un progetto che si ispirava e migliorava molti elementi di armi già esistenti e ampiamente collaudate: in particolare, si studiò approfonditamente la tecnica per lo stampaggio del metallo impiegata dai tedeschi per il loro MP 40 e dai russi per il PPŠ-41 e la famiglia PPS. Due prototipi furono sottoposti a test nel 1944, uno prodotto dalla Carl Gustafs Stads Gevärfaktori e l'altro dalla Husqvarna Vapenfabrik AB, ma solo il modello della Gustav venne approvato e sottoposto a ulteriori studi e miglioramenti. Il primo lotto di produzione entrò in servizio nel 1945 con la denominazione Kpist m/45. Nonostante le evidenti somiglianze, l'arma danese Hovea M/49 non ha legami con la famiglia m/45: deriva infatti dal contendente sconfitto nella competizione svedese.

## Caratteristiche

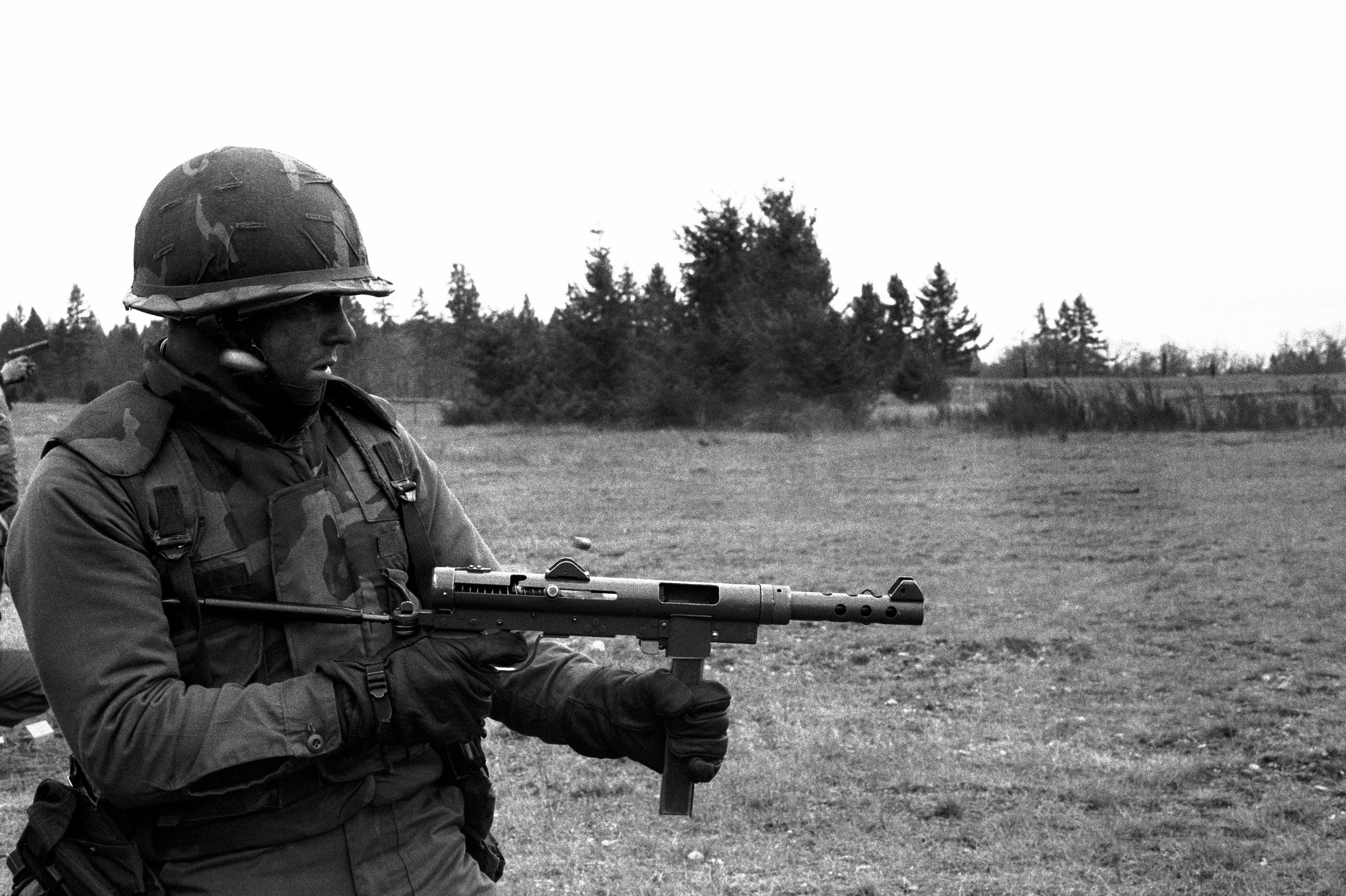
Soldato armato di m/45 durante l’addestramento.

La versione originale dell'arma non prevedeva modalità semiautomatica. Il peso è di 3,3 kg (scarica) e 4,2 kg (carica, con caricatore da 36 colpi). La lunghezza va dai 550 mm a calcio chiuso agli 808 mm a calcio aperto. Il rateo di fuoco piuttosto basso (550-600 colpi al minuto) e il debole rinculo generato dal meccanismo di riarmo rendono l'arma estremamente controllabile anche in fuoco continuato. Grazie al rateo di fuoco relativamente basso, è facile sparare colpi singoli, semplicemente rilasciando il grilletto subito dopo lo sparo. La precisione dell'arma è ottima fino ai 200 m, dopodiché si ha un calo molto rapido delle prestazioni.
Inizialmente il m/45 era disegnato per utilizzare i caricatori quadrifilari da 50 colpi del Suomi KP-31, che era già prodotto su licenza in Svezia; successivamente venne introdotta la versione m/45B, che invece utilizzava caricatori svedesi da 36 colpi, bifilari e di concezione peculiare. Gli esemplari prodotti inizialmente vennero infatti dotati di uno speciale bocchettone amovibile per adattarle l'arma ai nuovi caricatori.
Tecnicamente l'arma soddisfa in pieno le richieste dei militari svedesi: funzionamento semplice e affidabile (chiusura a massa), poche parti e tutte robustissime, struttura semplice e facile da pulire e azionare. Il castello è un tubo di acciaio (simile per concezione allo Sten) entro il quale è inserito l'otturatore con la sua molla di riarmo. Il fusto in lamiera scatolata è saldato sotto il castello e alloggia il meccanismo di sparo e il bocchettone del caricatore. All'estremità posteriore del fusto c'è l'impugnatura a pistola con il grilletto, e subito dietro vi è incernierato il calcio metallico, un robusto tubolare di acciaio piegato. La canna è avvolta da un poderoso manicotto traforato di ventilazione a tutta lunghezza, e sia canna che manicotto sono fissati al castello tramite una ghiera a vite.
Gli organi di mira sono una tacca a foglietta posteriore a 3 posizioni, numerate da 1 a 3 (cioè 100, 200 e 300 metri), saldata al castello e protetta da una poderosa flangia a C. Il mirino anteriore è anch'esso protetto da una flangia identica e consiste in un piolo regolabile in derivazione mediante una ghiera.
L'arma non presenta un selettore per la sicura: è messa in sicura inserendo la leva di armamento (che è solidale all'otturatore) in un intaglio ad asola fresato sopra la guida, similmente allo Sten britannico. Questa caratteristica consente di bloccare stabilmente l'otturatore impedendo gli spari accidentali, ma presenta lo svantaggio di non essere di rapida rimozione: il tiratore doveva infatti lasciare la presa sull'arma per sbloccare l'otturatore, un po' come se stesse operando un fucile a otturatore girevole-scorrevole. La leva di armamento attraversa tutta la larghezza dell'otturatore e può bloccarlo in posizione totalmente avanzata, premendola in modo da entrare in un foro sul lato opposto del castello, come una spina passante. Ciò ha lo scopo di impedire all'otturatore di scorrere indietro in caso di un violento urto, cosa che potrebbe permettergli di comprimere la molla di riarmo abbastanza per tornare in avanti, agganciare una cartuccia, inserirla in camera di sparo ed esploderla: un pericolo sempre insito in ogni arma con chiusura a massa battente e percussore fisso, scongiurato in modo semplice ed originale dall'arma svedese.
Il caricatore dell'arma è leggermente trapezoidale, col lato posteriore più largo: condizione che permette ai colpi di essere estratti e inseriti in camera anche in presenza di sporco o in climi molto rigidi. Proprio questa forma rende il caricatore estremamente affidabile, dato che i caricatori bifilari sono più propensi all'inceppamento in condizioni estreme. Lo stesso identico caricatore venne usato, dopo la guerra, nel mitra finlandese Suomi KP-31, in versione migliorata e denominata m/55. Il disegno del caricatore dell'm/45 fu impiegato anche per i caricatori delle armi ceche Cz. 23 e Cz. 25
Gli accessori forniti includono anche una speciale canna di piccolo calibro per l'utilizzo di colpi a salve. Quando si utilizzano colpi di questo tipo, è però necessario montare uno speciale rafforzatore di rinculo alla volata della canna per permettere il ciclo di riarmo. Altri accessori sono il visore notturno (solo per uso bellico), un collettore per i bossoli (accessorio prettamente sportivo, che permette la raccolta e il riciclo delle munizioni), un copriotturatore rosso brillante che mette in sicura l'arma prevenendo spari accidentali, e un meccanismo per la ricarica rapida dei caricatori, sebbene le limitate quantità inizialmente disponibili hanno reso questo accessorio molto raro. Il kit di pulizia e la cinghia in pelle sono compresi assieme a due diversi lubrificanti per le meccaniche dell'arma.

## Varianti
- m/45 e m/45S: I primi modelli dell'arma erano progettati per poter accogliere anche i caricatori da 50 colpi del precedente m/37-39, e solo in seguito la semplificazione dell'arma condusse ad un modello che accettasse solo I nuovi caricatori da 36 colpi[3]. L'arma presentava una finitura metallica brunita.
- m/45B: variante che presenta buchi di raffreddamento più piccoli sul paracanna e un gancio per mantenere in posizione la leva di chiusura dell'otturatore[3]. I primi modelli presentavano la stessa finitura metallica, mentre i modelli più recenti (la maggioranza) sono di colore verde militare.
- m45C: modello per le forze dell'ONU, senza aggancio per baionetta. Durante la crisi del Congo degli anni '60, l'arma venne impiegata in maniera estensiva dalle forze svedesi in azione.[3]
- m/45BE e m/45BET: i modelli per la polizia erano semplicemente versioni militari modificate con un selettore di fuoco. La variante m/45BET fu in seguito modificata ulteriormente per poter sparare unicamente in modalità semiautomatica. Negli anni '70, la variante BET venne equipaggiata con un nuovo tipo di calcio (denominato m/75) con un poggia guancia rimovibile che permetteva ai soldati di usare l'arma anche indossando l'elmetto Huvudskydd m/69.

## Produzione e uso
Il Carl Gustav m/45 è stato l'arma individuale di ordinanza delle forze armate svedesi per oltre 40 anni. Fu rimpiazzato nelle forze armate svedesi durante gli anni '90 dai fucili Ak 4 e Ak 5. Il 2 aprile 2005 la pistola mitragliatrice m/45 venne ufficialmente dichiarata obsoleta quando venne definitivamente abbandonata anche dalle forze dell’Hemvärnet (Guardia nazionale), gli ultimi utilizzatori dell'arma in Svezia. Estremamente robusta, sicura e precisa, l'arma svedese è stata molto apprezzata da tutti i suoi utilizzatori ed è sempre stata molto richiesta negli anni '50 e '60.
Altri paesi hanno usato l'arma nel corso degli anni, e in alcuni paesi si è addirittura avviata una produzione su licenza.

### Produzione in Egitto
In Egitto, l'arma veniva prodotta su licenza come Port Said e Akaba. I macchinari necessari alla produzione vennero venduti dalla Svezia stessa a metà degli anni '50. Il Port Said è una copia diretta dell'm/45, mentre l'Akaba ne è una semplificazione. Quest'ultima presenta infatti una canna più corta, senza copertura, e il calcio pieghevole è sostituito da uno retrattile in filo metallico (simile a quello dell'M3 americano o del MAT-49 francese). Le mire semplificate vennero spostate una più avanti e l'altra più indietro, procedimento che permette di incrementare leggermente la precisione.
Notare che la Port Said egiziana essendo una copia diretta della versione originaria del m/45, ne replica anche la finestra "aperta" di inserimento del caricatore, progettata per i caricatori del Suomi KP-31: sebbene gli egiziani abbiano in seguito prodotto gli appositi bocchettoni sagomati per i caricatori svedesi, non li montarono fissi ma li distribuirono come accessorio amovibile, che può infatti essere montato mediante una spina elastica e rimosso facilmente e senza attrezzi. Ne deriva che l'arma egiziana può impiegare indifferentemente i caricatori svedesi da 36 colpi (montando l'adattatore) o quelli finlandesi a "cassetta" da 50 colpi e a tamburo da 71 (togliendo l'adattatore).

### Operazioni statunitensi nel sud-est asiatico
Durante la guerra del Vietnam, i Navy SEAL usarono in gran numero il Carl Gustaf m/45. Il fatto che l'arma utilizzasse la cartuccia 9 x 19 mm Parabellum, ufficialmente non usata dalle forze armate statunitensi, la rendeva adatta alle operazioni clandestine. La caratteristica che più colpì i SEAL era la capacità dell'arma di sparare quasi immediatamente appena uscita dall'acqua. L'arma era conosciuta con i soprannomi di Swedish-K o K-Rifle. La marina fu così entusiasta dell'arma che quando la Svezia bloccò l'esportazione verso gli Stati Uniti nel 1966 (come protesta per l'intervento americano in Vietnam) alla Smith & Wesson venne assegnato il compito di realizzare copie dell'arma. Il modello americano, denominato Smith & Wesson M76 arrivò però troppo tardi, quando le operazioni americane nel sud-est asiatico erano ormai quasi concluse. Molti dei modelli usati dalle agenzie governative americano non presentavano marchi (o venivano abrasi) proprio per facilitarne l'uso in operazioni clandestine. Durante gli anni '80, la MK Arms cominciò la produzione del modello MK-760, copia dello S&W M76.
Una variante impiegava addirittura un silenziatore inizialmente pensato per il mitra M3 americano, ma lo scarso uso, il peso eccessivo e la relativa inefficacia, fecero sì che presto si tornasse ad usare il silenziatore svedese originale.

### Utilizzatori
- Algeria[7]
- Egitto: prodotto su licenza con la denominazione Port Said e Akaba.[7]
- Indonesia[1]
- Irlanda: l'arma fu impiegata durante la crisi del Congo degli anni '60, durante la Guerra civile libanese e durante il conflitto nordirlandese[8]. L'arma è stata gradualmente soppiantata dal più efficiente e maneggevole Steyr AUG.
- Lettonia
- Paraguay[7]
- Svezia[1]
- Stati Uniti[9]